# Diego Mir
Diego Mir (Buenos Aires, 14 gennaio 1973) è un allenatore di hockey su pista ed ex hockeista su pista argentino.